# Radoslav Jambrošić
Radoslav Jambrošić (Varaždin, 9. ožujka 1922. – Pula, 28. prosinca 2007.), hrvatski glazbenik (violina, klavir, truba), skladatelj, glazbeni pedagog, dirigent, slikar te likovni i glazbeno-scenski kritičar. 

## Životopis
Radoslav Jambrošić već se zarana u svom obiteljskom krugu susreo s glazbom i slikarstvom. Njegov otac Dragutin Jambrošić, koji je u Grazu završio zanatsku soboslikarsku školu, bavio se i slikanjem, te svirao klarinet i obou. Osnovnu i srednju školu mladi Jambrošić pohađa u Varaždinu i Zagrebu, a 1936. upisuje Vojnu muzičku školu Kraljevine Jugoslavije u Vršcu koju završava 1940. godine.
Kao pučkoškolac, na poticaj i uz brigu majke Marije Stupnik pohađa satove violine, a nastavnici uočavaju i njegov dar za likovno izražavanje. Još od svoga varaždinskog detinjstva poznavao se s Miljenkom Stančićem. 
Tijekom Drugog svjetskog rata živi u Beogradu, Sarajevu, Zagrebu i Varaždinu. U Sarajevu svira violinu u orkestru kojim ravna Oskar Danon. Odmah poslije rata, za boravka u Zagrebu, svira violinu i u orkestru kojim dirigira maestro Lovro Matačić.
Godine 1951. upisuje se na Muzičku Akademiju u Beogradu, u klasi profesora M. Vasiljevića i profesora Petra Bingulca, na kojoj diplomira 1955. Istovremeno studira i na beogradskoj Akademiji primenjenih umetnosti. Po svršetku Muzičke Akademije, radi kao profesor u osnovnim i srednjim muzičkim školama Beograda, Niša, Zemuna, Kragujevca te kao dirigent raznih pjevačkih zborova, među kojima i zbora “Abrašević” u Beogradu. 
Godine 1954., zajedno sa slikarom Jozom Jandom, kao slobodan umjetnik boravi u Parizu gdje se sreće i druži s Antunom Motikom i Milivojem Uzelcem. 
U Pulu dolazi 1957. godine gdje je pozvan kao neophodan stručan kadar za tadašnju Muzičku, danas Glazbenu školu, na kojoj će kao profesor i mentor raditi cijelih 27 godina, do umirovljenja 1984. Njegovim dolaskom 1957., škola koja je djelovala u rangu osnovne škole, dobiva predavača stručnih predmeta, tako da već 1958. Pula ima i Srednju glazbenu školu. K tomu, R. Jambrošić duži niz godina vodi i školski zbor i školski orkestar. U to vrijeme u pulskoj Glazbenoj školi radi još niz vrsnih profesora glazbe i glazbenih pedagoga:  Duško Marčelja, Regina Nožica, Duško Nožica, Darija Dujmović-Nazor, Mladen Markov, Vera Zgaga, Marica Visković, Antun Dolički, Nello Milotti, Slavko Zlatić, Dubravka Stopić, Nirvana Gherbaz, Carlo Urbani i mnogi drugi koji su svojim stručnim i pedagoškim radom stvorili cijelu plejadu mlađih kvalitetnih glazbenika i glazbenih pedagoga. 
Godine 1958. Pula dobiva Simfonijski orkestar na čije čelo kao dirigent dolazi Radoslav Jambrošić, vodeći istovremeno tijekom 60-ih godina i mješoviti pjevački zbor “Matko Brajša Rašan”.  
Odmah po dolasku u Pulu Jambrošić počinje pisati prikaze, osvrte i kritičke članke. Pisanjem će se baviti do kraja života i iza njega je ostao bogat, još uvijek posve neistražen i nevrednovan kritički i novinski opus. Svoje je priloge objavljivao u “Novom listu” (Rijeka, Pula, 1957. – 1971.), “Glas Istre” (Pula, 1957. – 1973. i 1989. – 2002.), “Vjesnik” (Zagreb), “La Voce del Popolo” (Pula, Rijeka), “Hrvatsko slovo” (Zagreb, 2002. – 2007.), “Pula 3000”, “Večernji list” (Zagreb, 1972. – 1986.), a povremeno je pisao i za zagrebačke kulturne tjednike “Telegram” i “Oko”. Objavio je preko 1200 članaka. Posljednjih godina života privukao je pozornost čitateljstva intervjuima s poznatim osobama koje djeluju i Istri i esejima o staroj Puli.    
Radoslav Jambrošić je na scenu Istarskog narodnog kazališta u Puli (INK) postavio niz glazbenih djela (uglavnom opereta), a početkom 60.-ih godina je i sam pisao glazbene komade za dječje predstave pulskog Pionirskog doma “Slavko Grubiša”. S ansamblom INK nekoliko je puta odlazio na turneje po Istri.  
Dulje od 20 godina bio je dirigent gradskih zborova u Puli. Muški zbor KUD-a “Lino Mariani” vodio je od (1962. do 1966.), dok je ženski zbor istoga KUD-a vodio u razdoblju 1979. do 1984. U orkestru KUD-a “Lino Mariani” svirao je i violinu, a više se puta mijenjao za dirigentskim pultom s maestrom Egidiom Perfetom. Od 1970. do 1976. djeluje i kao predavač na Višoj školi na Pedagoškom fakultetu u Puli, gdje predaje “Teoriju i povijest glazbe”. 
Radoslav Jambrošić skladao je dvadeset i četiri kompozicije, a za nekoliko napisao i tekst.
Ranih sedamdesetih godina 20. stoljeća prijateljuje i surađuje s članovima Rovinjske likovne kolonije, boravi u atelijerima Vilka Šeferova, Ante Aralice, Bruna Mascarellija, Zore Matić i drugih umjetnika, te se pod njihovim utjecajem sve intenzivnije počinje baviti i slikarstvom. Svoje likovne radove prvi put izlaže 1977. s članovima umjetničke kolonije “Castrum Vallis” u Balama s kojom surađuje do 1993. Svoju prvu samostalnu izložbu priređuje u prostorijama Glazbene škole “Ivana Matetića Ronjgova” u Puli 1983. Samostalno je izlagao dvanaest puta, a na skupnim je izložbama izlagao dvadeset i osam puta. Slikao je u raznim tehnikama (akvarel, gvaš, pastel, tempera, kombinirana tehnika, ulje), a tematski je bio orijentiran na istarski i primorski pejsaž, i nešto portreta. Djela su mu razasuta po privatnim zbirkama u Puli, Medulinu, Pomeru, Poreču, Vrsaru, Novigradu, Loboriki, Labinu, Pazinu, Zagrebu, Ljubljani, Beču, Parizu, Beogradu, Grazu.   
Bio je član Udruženja reproduktivnih umetnika muzičara u Beogradu, jedan od utemeljitelja i član kulturnog društva “Napredak” (Pula, 1996.), te član HDLU-a Pule. Za svoj je rad i stvaralaštvo dobio višedruštvenih priznanja i nagrada.
Radoslav Jambrošić bio je zaljubljenik u prirodu i vrstan planinar (5 puta je bio na vrhu Triglava).

## Glazbeno stvaralaštvo
- “Prvi koraci”, op. 18, skladano u Beogradu 3. travnja 1957.
- “Podoknica”, na tekst Dragutina Domjanića, skladano u Puli 1958.
- “Mala suita” (za mješoviti zbor), na autorov tekst skladano 1958. (partitura izgubljena). - Izveo mješoviti zbor Muzičke škole u Puli 30. svibnja 1958. u dvorani Muzičke škole. (XI. produkcija škole u povodu Dana mladosti).
- Skladba za dječji igrokaz “Bjelkica”, premijerno izveden 1959. u Pionirskom domu “Slavko Grubiša” u Puli.
- Mali svečani “koral” (za zbor i klavir), na tekst Miroslava Krleže, skladano u Puli 1963. - Izvela solistica Jolanda Smilović 13. ožujka 1970. u dvorani Muzičke škole u Puli. (Koncert Muzičke škole).
- Scenska glazba za komediju “Leda” Miroslava Krleže, prikazivane u Istarskom narodnom kazalištu u Puli u sezoni 1964./1965.
- Scenska glazba za komediju “Ja, Danilo” autora D. Sušića i M. Mitrovića, prikazivane u Istarskom narodnom kazalištu u Puli u sezoni 1964./1965.
- “Minijature: I. Povorka na kiši, II. Intermezzo, III. Asocijacija” (mala suita za klavir ili harmoniku), op. 24, skladano u Puli 10. travnja 1967.
- “Mala suita za harmoniku: I. stara vodenica, II. Romansa, III. Burlesca”, skladano u Puli 15. veljače 1970.
- “Elegija” (za violinu), op. 49, skladano u Puli 1970. - Izveo violinski duet B. Sanjin i B. Ostojić 1. lipnja 1971. u dvorani Muzičke škole u Puli. (Koncert Muzičke škole).
- “Rovinjski akvarel”, na autorov tekst skladano u Puli 1971. - Izveo mješoviti zbor Muzičke škole u Puli 9. travnja 1974. u dvorani Muzičke Škole. (Produkcija, Dan škole); ponovno izveo mješoviti zbor Muzičke škole u Puli 23. svibnja 1978. (Interna produkcija COUO “I. M. Ronjgova).
- “U sumrak”, na tekst Oskara Daviča skladano u Puli 1971.
- “Torzo” (za mješoviti zbor i solista), na tekst Stjepana Vukušića skladano u Puli 1975. - Izveo mješoviti zbor Muzičke škole u Puli 10. lipnja 1974. u dvorani JNA u Puli. (Muzička omladina, Istarska scena, sezona 1974./1975.).
- “Sjeti se, mornaru”, na autorov tekst skladano 1975.
- “Mariji Magdaleni” (madrigal), na tekst Nikole Drenovca skladano u Pomeru 20. ožujka 1977.
- “Madrigal Mariji Magdaleni br. 2”, na tekst Desanke Maksimović skladano u Puli 1977.
- “Breza” (za klavir), na tekst Sergeja Jesenjina skladano u Puli 1979. - Izvela Ljiljana Glad na klaviru u dvorani COUO “I. M. Ronjgova” 11. svibnja 1982. (Interna produkcija, javni ispit dirigiranja).
- “U vreli dan pijace” (za ženski zbor u pratnji klavira), na autorov tekst skladano 8. svibnja 1979. - Izveo ženski zbor KUD-a “Lino Mariani”, Pula 20. lipnja 1980. u dvorani Doma kulture u Umagu. (Smotra KUD-ova TUIIR-UIIF, Rijeka); ponovno izveo ženski zbor KUD-a “Lino Mariani”, Pula uz klavirsku pratnju Karmen Kirac 25. listopada 1980 u Circolo di cultura ricreativo “Antonio gramsci”, Reggio Emilia, Italija. (Razmjena suradnje s Italijom); skladbu izveo i ženski zbor Srednje škole “Ivana Matetića Ronjgova” u Puli 29. svibnja 1992. (Gostovanje na susretima pulskih amaterskih zborova); mješoviti zbor Srednje škole “I. M. Ronjgova” u Puli izveo skladbu 10. lipnja 1992. (Susret riječke i pulske glazbene škole).
- “Beramska freska” (za klavir), op. 43, skladano u Puli 12. prosinca 1981.
- “Skica iz albuma M” (za klavir), skladano u Puli 1982. - Na klaviru izvela Sandra Pereša 20. veljače 1984. u dvorani COUO “I. M. Ronjgova”. (Klavirska večer).
- “Moment musical” (za klavir), op. 50, skladano u Puli 1983.
- “Skica za ples MK” (za klavir), skladano u Puli 1985.
- “Plava jutra” (za klavir), op. 87, na autorov tekst sladano u Puli 25. travnja 1988.
- “Capriccio”, op. 60.
- “Bez naslova”, op. 79.
- “Na rubu te doline”, op. 82, na autorov tekst skladano u Puli 1999.
- “Skica iz albuma 2”, op. 87, skladano u Puli 1984.
- “Canzone senza parole/Pjesma bez riječi”, op. 98, skladano u Puli 10. ožujka 1991.
- “Pjesma bez riječi, M2/Canzone senza parole, M2”, op. 41.

## Likovno stvaralaštvo

#### Samostalne izložbe
- Glazbena škola “Ivana Matetića Ronjgova“ u Puli, 1983.
- “Salon 83” u Puli, veljača 1985.
- Knjižara “Mladost”, ožujak 1975.
- Glazbena škola“Ivana Matetića Ronjgova“ u Puli, 1987.
- “Izložba akvarela i tempera Radoslava Jambrošića”, Galerija LG - Pazin; organizator: Likovna grupa LG, Pazin, 1986.
- Samostalna izložba u Nerezinama na Malom Lošinju u sklopu  “Nerezinskih svečanosti”, ljeto 1986.
- Izložbeni prostor Robne kuće “Varteks”, Pula, 1987.
- Izložbeni prostor Robne kuće “Varteks”, Rijeka, 1987.
- Izložbeni prostor Robne kuće “Varteks”, Pula, 1990.
- Salon “Stari grad”, Udruženje likovnih stvaralaca i književnika Pule, Pula, 1988.
- Općinska knjižnica i čitaonica”, Pula; “Susreti u knjižnici”, 1993.
- “U suzvučju boja”, posljednja samostalna izložba u Salonu Pod Hrastom u Kaštijunu - Pomer, 28.05.2001.

#### Skupne izložbe
- Likovna kolonija “Castrum Vallis”, Zavičajni muzej garad Rovinja, Kaštel Bembo, redovito od 1977. do 1982., te 1984., 1985., 1988., 1989.,1990.,1992. i 1993.
- Zajednička izložba za Dan prosvjetnih, Pedagoško društvo iz Pule, Dom armije, Pula, 1980.
- Zajednička izložba s Rajkom Dragičevićem u njegovom atelijeru u Balama. Organizator izložbe: Zavičajni muzej grada Rovinja, 1981.
- Tradicionalna bienalna izložba “Salon 83”, Pula, 1984.
- Udruženje likovnih stvaralaca i književnika Pule, Salon Stari grad Pula, 1988., 1989. i 1990.
- Hrvatsko kulturno društvo “Napredak” iz Pule, Galerija Doma hrvatskih branitelja, Pula, 1998.
- “110 umjetnika”, izložba prigodom otvorenja obnovljenog sjedišta Zajednice Talijana u Puli (donacija za stalni postav u prostorijama Zajednice Talijana), Pula, 2000.
- Izložbe na otvorenom prostoru Salona Pod Hrastom u Kaštijunu - Pomer., od 2003. do 2007.
- Skupna izložba u organizaciji Sindikata umirovljenika Hrvatske, podružnica Pula, Galerija Cvajner, Pula, 2003.

## Selektivna bibliografija

#### O glazbenoj djelatnosti
- Ujčić, V(iktor): “Prvi samostalni nastup pulskog filharmonijskog orkestra”, Glas Istre, Pula, 29. svibnja 1959., str. 3.
- Buršić, Lj(ubica): “Ponos građana Pule”, Glas Istre, Pula, 14. lipnja 1959.
- A. D. “Drugi samostalni koncert pulskog simfonijskog orkestra”, Novi List, Rijeka, 17 ožujka 196o.
- Anonim: “Nedovoljno nagradjen uspjeh”, Glas Istre, Pula, 1960.
- Anonim: “Attiva a Pola un’ orchestra sinfonica”, La voce del popolo, Pula, 196l.
- Čehić, Albino: “Pjevaju za vlastitu razonodu”, Novi list, Rijeka, 6. travnja 1962.
- Radin, Claudio: “Sono veramente entusiasmanti le prove dei cori della ‘Mariani’”, La voce del popolo, Pula, 1962.
- Čehić, Albino:  “Zlatna truba Istre”, Novi list, Rijeka, 7. ožujka 1962.
- S(taničić), T(ihomir): “Ponos i nezadovoljstvo”, Glas Istre, Pula, 1968.
- P. R.: “Mladi Puljani potvrdili renome”, Glas Istre, Pula, 27. travnja 1973., str. 4.
- B. A.: “Puljanima prva nagrada”, Večernji list, Rijeka, 1973.
- O. B.: “Puljski zbor u Beogradu”, Glas Istre, Pula, 1975.
- Damiani, Otello: “Foltissimo pubblico alla CI per il concerto della ‘Mariani’”, La voce del popolo, Pula, 16.04.1979.
- Damiani, Otello: “Sul palcoscenico Pola e Gallesano”, La voce del popolo, Pula, 1979.
- Anonim: “Esecuzioni che hanno destato l’ interesse”, La voce del popolo, Pula, 22.02.1980
- Eli(s Barbalich-Geromella): “La ‘Lino Mariani’ ospite di Reggio Emilia e Fabbrico”, La voce del popolo, Pula, 10.1980.
- Rio, Elisabetta: “Quattro cori in gamba alla Rassegna dell’ UIIF”, La voce del popolo, Pula, 27.04.1981.
- Barbalich, Luigi: “Il canto e la musica veicoli di collaborazione”, La voce del popolo, Pula, 1982.

#### O likovnoj djelatnosti
- “Salon ‘83”: Likovni stvaraoci Pule: Izložba. Urednik kataloga Oto Širec, Pula: RO Festival jugoslavenskog igranog filma, 1984. Monografija.
- Čurić, Mate: “Nezaboravno druženje s poezijom”, Glas Istre, Pula, 19. veljače 1985.
- Damiani, Otello: “’Castrum Vallis’: da ventanni, con modestia, si cura l’ arte”, La voce del popolo, Pula, 3l.07.1985.
- Benić, Selvina: “Slike Radoslava Jambrošića”, Glas Istre, Pula, 23. ožujka 1986.
- Barbalich, Luigi: “Espone a Pisino Radoslav Jambrošić”, La voce del popolo, Pula, 21.03.1986.
- Damiani, Otello: “Guardo il quadro e ascolto il virginale”, La voce del popolo, Pula, 3.03.1987.
- B. M. B.: “Izložba R. Jambrošića”, Novi list, Pula, 12. srpnja 1987.
- H. S.: “Pejzaži Istre i Primorja”, Novi list, Rijeka. 15. listopada 1987.
- Damiani, Otello: “Affondare nel verde”, La voce del popolo, Pula, 1.10.1988. str.3
- Damiani, Otello.  Carellata d’ arte polese”, La voce del popolo, Pula, 20.07.1989.
- Damiani, Otello: “Bella figura senza pretese”, La voce del popolo, Pula, 28.07.1989, p. 3.
- Čurić, Mate: “Slike prof. Jambrošića”, Glas Istre, Pula, 12. srpnja 1990.
- Fonio, Arletta: “Radoslav Jambrošić: Tempere e guazzi”, La voce del popolo, Pula, 26.11.1993.
- Sil(ilvio Forza): “Aperta la mostra di Jambrošić“, La voce del popolo, Pula, 27.11.1993.
- Štambuk, Tanja: “Lirsko risanje istarskih pejzaža”, Glas Istre, Pula, 7. prosinca 1993.
- K. A.: “U Domu hrvatskih branitelja izlažu članovi HKD ‘Napredak’”, Glas Istre, Pula, 7. svibnja 1998.
- “Momenti e presenze d’arte” : mostra - “Vrijeme i tubitak umjetnosti” : izložba, (izložbeni projekt Gorka Ostojić Cvajner); Trieste: Universita’ Popolare - Trst: Narodno sveučilište; Fiume ; Unione Utaliana - Rijeka: Talijanska unija (2000., monografija).
- “Radoslav Jambrošić: u suzvučju boja” : izložba. Autor teksta Ante Mihovilović, Pula: Hrvatsko kulturno društvo, 2001.
- Štilanić, D.: “U suzvučju boja pod hrastom”, Glas Istre, Pula. 20. svibnja 200l.
- “Salon pod hrastom: medju divljim ružama” : izložba. Tekstovi Ante Mihovilovića, Pomer: Salon Pod Hrastom, 2002., (monografija).
- Bagar, Lara: “Sklad umjetnika i prirode”, Glas Istre, Pula, 8. srpnja 2002.
- Begić, V(anesa): “Četvrti salon pod hrastom”, Glas Istre, Pula, 9. lipnja 2003., str. 28.
- “IV. Salon Pod Hrastom”, 2003., (monografija).
- Likovno stvaralaštvo prosvjetnih djelatnika umirovljenika” : izložba. Urednica kataloga Gorka Ostojić Cvajner; Pula, Sindikat umirovljenika Hrvatske, Ogranak prosvjetnih djelatnika, 2003. (monografija).
- “Salon Pod Hrastom: u skladu čovjeka i prirode” : izložba. Pula, Hrvatsko kulturno društvo Napredak, 2004. (monografija).
- “V. Salon Pod Hrastom”: izložba = “Salone Sotto la Quercia” : mostra. Tekst Ante Mihovilović, Pomer, Salon Pod Hrastom; Pomer : Salone Sotto la Quercia, 2005.
- Šilipetar, V.: “Otvoreni prema suvremenosti”, Glas Istre, Pula, 16. listopada 2006.
- Hauser, Nuša: “Druženje onih koji podnose iznenadjenja”, Glas Istre, Pula, 13. kolovoza 2007., str.8.
- Čurić, Mate: “S glazbom u duši”, Glas Istre, Pula, 30.  prosinca 2007., str. 13
- Ćurić, Mira: “Radoslav Jambrošić”, Hrvatsko slovo, Zagreb, 4. siječnja 2008.

#### Intervjuji
- Anonim: “Neuzorana ledina”, Večernji list, Rijeka 10. svibnja 1974.
- Fonio, Mirella: “Offrire nuovi contenuti ai giovani polesi”, La voce del popolo, Pula, 23.01.1981., str. 5.
- Benić, Selvina: “Potajno sam uvijek slikao”, Glas Istre, Pula. 25. ožujka 1986.
- Ćurić, Mira: “Puljani neznaju iskoristiti raznovrsnost i bogatstvo svoje baštine”, Hrvatsko slovo, Zagreb. 7. svibnja 2004., str. 21-28.
- Hauser, Nuša: “Publika odlučuje kakav će nam biti koncertni podij”, Glas Istre, Pula. 21. siječnja 2006., str. 22.